# Швальбах (Саар)
Швальбах (нім. Schwalbach) — громада в Німеччині, знаходиться в землі Саар. Входить до складу району Саарлуї.
Площа — 27,31 км2. Населення становить 17 126 ос. (станом на 31 грудня 2021).